# Вежховня (Нижньосілезьке воєводство)
Вежховня (пол. Wierzchownia, нім. Würchland) — село в Польщі, у гміні Пенцлав Ґлоґовського повіту Нижньосілезького воєводства.
Населення — 180 осіб (2011).
У 1975-1998 роках село належало до Легницького воєводства.

## Демографія
Демографічна структура станом на 31 березня 2011 року:
|          | Загалом | Допрацездатний вік | Працездатний вік | Постпрацездатний вік |
| -------- | ------- | ------------------ | ---------------- | -------------------- |
| Чоловіки | 89      | 20                 | 63               | 6                    |
| Жінки    | 91      | 28                 | 52               | 11                   |
| Разом    | 180     | 48                 | 115              | 17                   |